# التومانت
التومانت (به ایتالیایی: Altomonte) یک سکونتگاه مسکونی در ایتالیا است که در استان کزنتزا واقع شده‌است.

## خصوصیات
التومانت ۶۵٫۲۹ کیلومترمربع مساحت و ۴٬۳۴۱ نفر جمعیت دارد و ۴۵۵ متر بالاتر از سطح دریا واقع شده‌است.